# Austin Russell
Austin Russell (ur. 13 marca 1995 w Newport Beach) – amerykański wynalazca i przedsiębiorca.

## Życiorys
Urodził się 13 marca 1995 r. w Newport Beach. Od dziecka miał zapał do nauki i już w wieku dwóch lat znał na pamięć układ okresowy pierwiastków, a w przedszkolu za swojego idola uważał Billa Gatesa. W wieku 13 lat, gdy rodzice odmówili mu kupna telefonu, po trzech miesiącach pracy przebudował przenośną konsolę Nintendo w prototyp telefonu. To w tym samym wieku złożył swój pierwszy patent. Dwa lata później opracował i zaprezentował w klasie wirtualną klawiaturę podłączoną poprzez bluetooth do telefonu. Wynalazek ten opatentował kolejne dwa lata później.
W 2012 roku założył firmę Luminar Technologies, po tym jak wcześniej pracował nad projektami z zakresu fotoniki i optoelektroniki. Po ukończeniu szkoły średniej podjął studia w zakresie fizyki na Stanford University.  Już po pół roku zyskał jako inwestora współtwórcę Pay-Pala, Petera Thiela, który przyznał mu stypendium w wysokości 100 000 dolarów, rzucił studia i zajął się rozwijaniem swojej firmy i systemów, które umożliwiłyby pojazdom automatyczne poruszanie się po drogach. Wtedy też odrzucił propozycję Thiela, by podjąć się produkcji nie tylko systemów sterowania, ale także całych samochodów. W 2017 r. ogłosiła publicznie wyniki swoich prac badawczo-rozwojowych/ Po wypuszczeniu swojego produktu na rynek firma szybko odnotowała wysokie zyski, zyskując coraz więcej klientów. Największym osiągnięciem na początku działalności było podpisanie kontraktu z firmą Daimler Truck AG, a następnie porozumienie z Mobileye w sprawie uruchomienia automatycznych taksówek Robotaxi. Luminar zawarł także umowę z firmą Volvo.
Posiadacz ponad 100 patentów, m.in. jeszcze jako nastolatek stworzył nowy rodzaj lidaru na potrzeby autonomicznych funkcji w samochodach osobowych, ciężarowych i taksówkach. Jego firma stała się światowym liderem w dziedzinie sprzętu i oprogramowania lidarowego dla branży motoryzacyjnej. 
Na liście najbogatszych ludzi świata magazynu Forbes pojawił się w 2020 r., gdy w grudniu jego firma Luminar Technologies weszła na giełdę Nasdaq. Rusell posiadał wówczas w firmie ok. 1/3 udziałów. Wartość jego majątku wyceniono wówczas na 2,4 mld dolarów. Dwa lata później Forbes wycenił jego majątek na 1,6 mld dol. Russell był też wówczas najmłodszym na świecie miliarderem, który sam zgromadził swój majątek. W 2023 r. przejął pakiet większościowy w Forbes Global Media Holdings.